# 塔拉勒·曼苏尔
塔拉勒·曼苏尔·拉希姆（阿拉伯语：‎，1964年5月8日—），卡塔尔前男子短跑运动员，主要参加100米比赛。他曾获得1986年亚洲运动会、1990年亚洲运动会和1994年亚洲运动会男子100米金牌。

## 外部連結
- 塔拉勒·曼苏尔在国际奥林匹克委员会的资料
- 塔拉勒·曼苏尔在的頁面